# Breusch-Pagan-Test
Der Breusch-Pagan-Test und sein Spezialfall, der White-Test, sind statistische Tests zur Prüfung von Heteroskedastizität. Sie werden insbesondere zur Überprüfung der Voraussetzung der Homoskedastizitätsannahme in der Regressionsanalyse eingesetzt.

## Breusch-Pagan-Test
Betrachtet man das (multiple) lineare Modell {\displaystyle Y_{t}=\beta _{0}+\sum _{j=1}^{p}\beta _{j}x_{tj}+U_{t}} mit normalverteilten Fehlern {\displaystyle U_{t}\sim {\mathcal {N}}(0;\sigma _{t}^{2})}. Dann wird die Fehlervarianz als
{\displaystyle \sigma _{t}^{2}=h\left(\alpha _{0}+\sum _{k=1}^{q}\alpha _{k}z_{kt}\right)}
modelliert. Liegt Homoskedastizität ({\displaystyle \sigma _{t}^{2}=\sigma _{U}^{2}}) vor, dann müssen die Koeffizienten {\displaystyle \alpha _{k}} bis auf den konstanten Term Null sein.
Damit ergeben sich die Hypothesen als
{\displaystyle H_{0}:\alpha _{k}=0} für alle {\displaystyle k=1,\ldots ,q} vs.
{\displaystyle H_{1}:\alpha _{k}\neq 0} für mindestens ein {\displaystyle k}.
Die Teststatistik ergibt sich als Score- oder Lagrange-Multiplikator-Test in Anwendung der Maximum-Likelihood-Methode und ist damit {\displaystyle \chi _{q}^{2}}-verteilt.
In der Praxis müssen die Variablen {\displaystyle Z_{k}} entweder vorgegeben werden oder aber es wird eine Schätzung der Form {\displaystyle {\hat {u}}_{t}^{2}=\epsilon _{0}+\epsilon _{1}{\hat {y}}_{t}} betrachtet.
Der Breusch-Pagan-Test reagiert sensitiv auf Verletzung der Normalverteilungsannahme der Residuen.

Einfache lineare Regression, Diagramm der Residuen und der quadrierten Residuen der Boston-Housing-Daten. Die rote Linie im rechten Diagramm zeigt, dass die quadrierten Residuen nicht-linear von der erklärenden Variable abhängen, also Heteroskedastizität vorliegt.

## White-Test
Der White-Test ist ein Spezialfall des Breusch-Pagan-Tests, da hier die Fehlervarianzen als
{\displaystyle \sigma _{t}^{2}=\alpha _{0}+\sum _{k=1}^{p}\alpha _{k}x_{tk}+\sum _{k<l=1}^{p}\beta _{kl}x_{tk}x_{tl}}
modelliert werden. Die Hypothesen sind
{\displaystyle H_{0}:} alle Koeffizienten außer {\displaystyle \alpha _{0}} sind gleich Null vs.
{\displaystyle H_{1}:} wenigstens ein Koeffizient außer {\displaystyle \alpha _{0}} ist ungleich Null.
Zur Durchführung des White-Tests sollte die Zahl der Beobachtungen deutlich größer sein als die Zahl der Koeffizienten {\displaystyle \alpha _{k}} und {\displaystyle \beta _{kl}}. Ansonsten muss man die Interaktionsterme {\displaystyle X_{k}X_{l}} im Modell weglassen. Auch Dummy-Variablen werden wegen Multikollinearität nicht in die Interaktionsterme aufgenommen.
Der White-Test reagiert weniger sensitiv auf Verletzung auf der Normalverteilungsannahme der Residuen als der Breusch-Pagan-Test.